# 沙頭角槍戰
沙頭角槍戰是在香港六七暴動期間，於1967年7月8日清晨至下午4時許在香港沙頭角邊境禁區發生的一場邊境武裝衝突，當日有一群由中國人民解放軍廣東省軍區7085部隊及中國民兵組成的武裝人員越過中港邊界襲擊香港警崗，並且在香港境內與防守邊境的香港警察爆發槍戰，期間中國邊防部隊多次使用機關槍掃射香港沙頭角的建築物，該場武裝衝突共造成6死20傷。

## 事件經過

### 中國武裝部隊越界發起攻擊
1967年7月8日凌晨1時至3時，中國軍隊約100名武裝人員使用炸彈偷襲沙頭角警署，香港警方未有理會。同日上午10時，約有300名配備衝鋒槍、步槍及爆炸品的中國軍隊人員在中英街越過邊界入侵香港邊境禁區，並且包圍沙頭角警崗，試圖佔領警崗，同時向警崗擲石及爆炸品。警方在沙頭角的120名防暴警察為解救被包圍的警崗，派出40人的小隊向警崗增援，並且施放催淚彈及發射木彈嘗試驅散包圍警崗的中國部隊。上午10時30分，中國部隊約有100名武裝人員使用機槍、衝鋒槍及爆炸品襲擊駐守沙頭角聯鄉會的80多名防暴警察，雙方因而爆發槍戰，沙頭角村民爭相走避，店舖關門。上午11時許，中國邊防部隊使用預先架設在屋頂的機關槍，從中國境內密集掃射香港沙頭角，中國部隊又投擲爆炸品，有警員受傷。

### 香港警方要求駐港英軍支援
由於當時在沙頭角的香港警察除了防暴用的催淚彈和木彈，就只有左輪手槍，火力上無法對抗軍事入侵，面對配備機關槍、衝鋒槍、步槍和爆炸品的中國部隊，香港警察陷入被動。被包圍在警崗內的警員因為已經耗盡子彈，並有同僚中彈受傷，於是通過無線電要求支援，請求對象包括駐守在一哩半外的駐港英軍單位。由於中國部隊不斷使用機關槍掃射，救護車無法駛入沙頭角救援受傷的警察，警方通知各警區抽調一輛高馬型裝甲車趕赴現場，嘗試接走受傷的警員，惟高馬型裝甲車是一款使用貨車加裝鋼板而成的防暴用車輛，當駛入槍林彈雨的衝突現場時，輪胎已經被中方軍隊射穿，無法繼續前進。
當時英軍在邊界有一個營級的單位，足夠應付邊界發生的事故，不過香港如要調動英軍作戰，必須事先請示英國內閣，因此駐港英軍司令華智禮中將接獲邊境被入侵的報告後，未能立刻調動部隊抗敵，華智禮在下午1時30分後，才接獲英國內閣批准香港出兵反擊的指示，駐港英軍隨即開赴沙頭角增援香港警方，英軍砲兵亦準備提供火力支援。
下午4時15分，駐港英軍的裝甲車隊到達現場時，中國部隊停止射擊及立刻撤出香港邊境。香港方面有5名香港警務人員殉職，包括3名華裔及2名巴基斯坦裔警察，12名警察受傷；中國方面則有1名士兵死亡、8名士兵受傷。

## 港府加強邊境布防

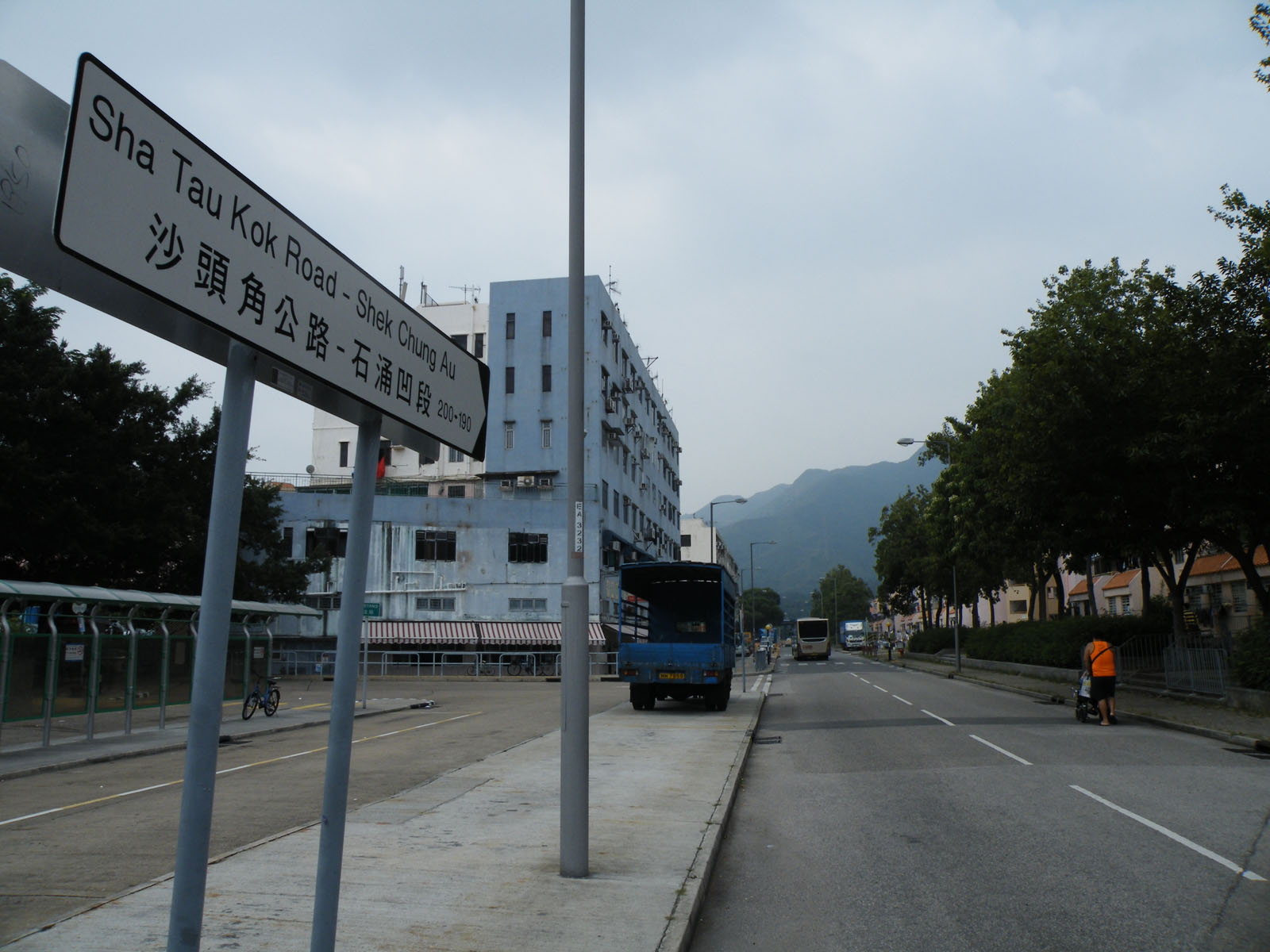
沙頭角公路-石涌凹段（攝於2011年10月8日），此段是當年發生槍戰的地點

當日下午6時，香港政府宣佈在沙頭角實施宵禁。由於事件涉及邊境武裝衝突，港府決定將邊境移交予駐港英軍駐守，由軍方調派踞喀兵接替在沙頭角駐守的香港警察。署理港督祁濟時向英國政府發出電報，要求讓駐港英軍可以有更靈活的調動，應付邊境衝突。7月24日英國內閣舉行部長級會議討論香港局勢時曾經考慮部署核武阻嚇中國對香港採取極端行動。同年8月11日，香港政府宣佈香港邊境禁區全面封閉。曾經因左派發起罷工一度暫停服務，來往上水至沙頭角的九龍巴士20線（已於1973年改編為78K線）在7月2日恢復服務至軍地，也因為這次邊境衝突，要到1968年才恢復以沙頭角為終點站。

## 死者名單

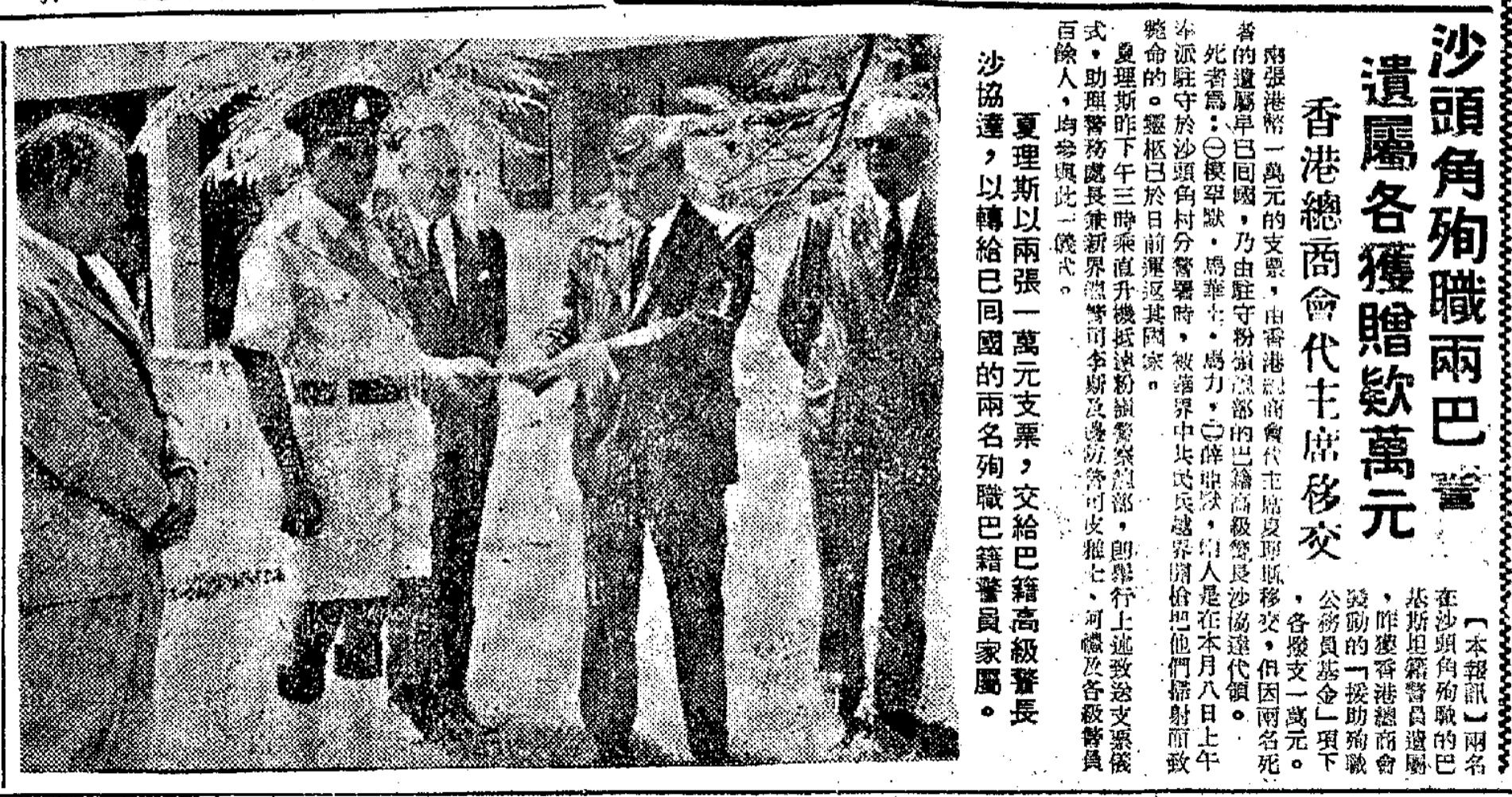
香港總商會捐助在沙頭角槍戰中殉職的兩名巴裔警員的遺屬，由香港警方代表接收並轉交殉職警員的家屬

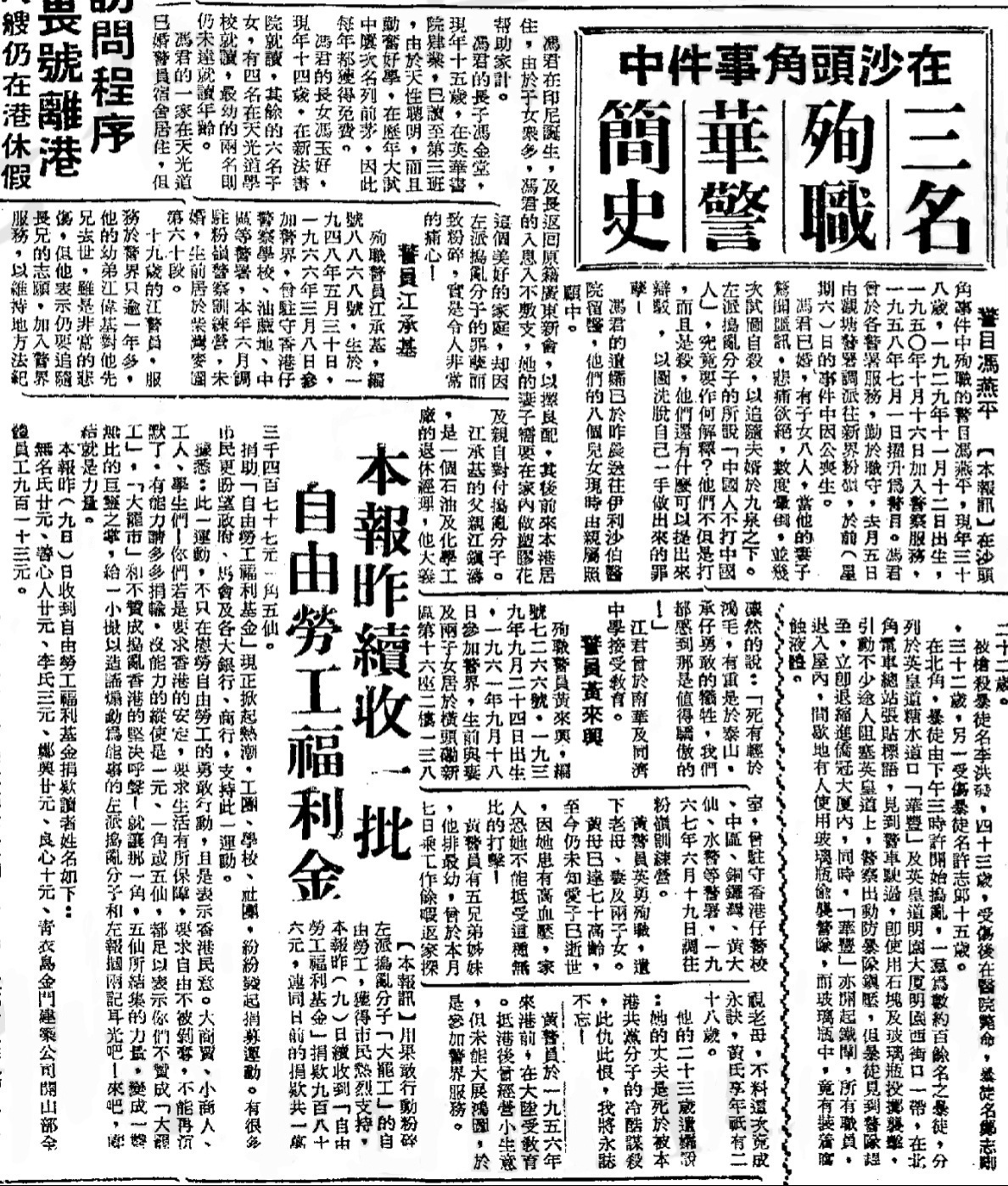
《工商晚報》報導三名殉職華裔警員的生平

### 香港
- 警目馮燕平（FUNG YIN PING）[23]
- 警員江承基（KONG SHING KAY）
- 警員黃來興（WONG LOI HING）
- 警員Mohamed Nawaz Malik（巴籍）
- 警員Khurshid Ahmed（巴籍）

### 中華人民共和國
- 張天生，張為中國民兵[24]，在沙頭角企圖使用汽油彈對香港警崗縱火，然而當張點燃汽油彈時，被香港警方及時開槍擊斃[25]。廣東省檔案館保留了廣東省軍管會在1967年7月27日《關於授予張天生同志革命烈士稱號》的檔案文件[25]。

## 後續情況
為紀念在沙頭角槍戰被中國軍隊殺害的警察，香港警察編成了用於向檢閱官敬禮的「沙頭角頌」，成為香港獨有的敬禮音樂。
2015年9月，香港特區警務處於其官方網頁大幅改動有關六七暴動的歷史記載，包括將「共產黨民兵」改為「內地槍手」等等，隨即引起香港社會的批評，當中包括是次災難的倖存者。

## 解密檔案及評述
英國外交部的解密檔案FCO40/74的資料顯示，當時英軍在香港未有制定中共武力入侵時的應變方案，亦沒有計劃緊急撤走英軍軍眷的方案，英國方面也擔心一旦採取撤離軍眷等措施，將會讓香港市民產生大戰即將迫近的觀感，中國政府方面將可利用作為動搖香港民心的手段。文件提出的最重要一點是倫敦要求駐港英軍在沒有英國政府的指示下不得動用（The Military cannot be used without permission）。由此可見，駐港英軍的行動受到英國政府制約，其目的是避免中國政府對香港的形勢產生誤判。另一方面，當時的中國處於日趨熾烈的文化大革命，中央文化革命小組控制著中央政府的權力，時任廣州軍區司令員黃永勝被認為是沙頭角衝突的策劃者，在六七暴動期間更一度計劃派解放軍大舉進攻香港，但中國總理周恩來獲悉後迅速制止，避免中港邊界衝突演變為一場大戰。

## 其他論述
事發前1小時，駐守於沙頭角警崗的警務人員剛好換更，遭民兵襲擊的人員均是值班不久，而剛下更的幾名人員則避過了一劫，其中一名逃過大難的警員為當時隸屬邊境落馬洲巡邏小隊警員，前民主黨沙田區議會民選議員鄭則文。

## 外部連結
- 警隊歷史：現代警隊的雛型 1945-67 (2014年10月版本)
- 1967年7月10日香港報章對沙頭角衝突的報導及評論（頁面存檔備份）